# Valea Viilor, Sibiu
Valea Viilor este satul de reședință al comunei cu același nume din județul Sibiu, Transilvania, România. Localitatea este denumită colocvial Vorumloc sau Vorumbloc, iar în maghiară Nagybaromlak, colocvial Baromlaka, în trad. „Târgul Vitelor”, în dialectul săsesc Wormloch, Vurmliχ, în germană Wurmloch. Biserica fortificată din secolul al XIV-lea, inițial cu hramul Sfântul Petru, se află din anul 1999 pe lista monumentelor UNESCO.

## Așezare
Localitatea Valea Viilor este situată în nordul județului Sibiu, la o distanță de 14 km. de orașul Mediaș, pe drumul județean 142G  Motiș - Valea Viilor - DN14.
Localitatea este așezată într-o cunoscută zonă viticolă.

## Istoric
Săpăturile arheologice aduc dovezi materiale ale unei locuiri încă din cele mai vechi timpuri astfel, pe teritoriul satului s-au descoperit o secure de piatră din neolitic și o brățară de bronz de la începutul epocii fierului. În anul 1875, pe locul numit "Hall", s-au descoperit două vase de lut și un topor de bronz cu gaură de fixare în coadă, datate în epoca bronzului. În hotarul satului, în partea sud-vestică s-au descoperit blocuri de piatră fasonată și urme ale unui strat de cultură provincial roman.
Localitatea apare menționată pentru prima oară în istorie în anul 1263 ca posessio Barwmlak. În 1305, după moartea comitelui Apafi, proprietarul comunei, fiii săi Gregor și Iacob și-au împărțit mai multe posesiuni, între care și terra Baromlak. În anul 1357 Gebhard din Vorumloc a fost conducătorul preoților reclamanți din decanatul Șeica împotriva episcopului de Alba Iulia, în chesiunea zeciuielii. În anul 1411 abatele de la Cluj-Mănăștur a reclamat localitatea Vorumloc, pe care o considera posesiune a sa.
Din 1999 întregul sit face parte din lista monumentelor protejate de UNESCO.

### Biserica
Se pare că pe locul actualei biserici fortificate existase o mai veche biserică romanică, ale cărei urme au putut fi observate sub podeaua sacristiei. În cursul secolului al XIV-lea au fost începute lucrările la biserica dedicată Sfântului Petru, în stil gotic. La începutul secolului al XVI-lea, biserica a suferit unele modificări fiind fortificată.
Alături de actuala biserică exista o capelă dedicată Sf. Cyriacus (Chiriac sau Țiriac), atestată în anul 1446.

### Fortificația
Biserica este înconjurată de o singură incintă ovală, în care se intra printr-un gang boltit situat în partea de vest, care putea fi închis cu o hersă. Se mai păstrează trei bastioane pe flancuri, în cele patru puncte cardinale. Zidurile ajung la 6-7 metri înălțime și au metereze și guri de aruncare sprijinite pe console.

## Varia
Unul din personajele romanului Atemschaukel, pentru care Herta Müller a primit Premiul Nobel pentru Literatură în anul 2009, este Sarah Kaunz, săsoaică din Wurmloch, deportată în Uniunea Sovietică împreună cu "cealaltă Sarah" - Sarah Wandschneider, din Kastenholz (Cașolț).

## Economie
Economia acestei localități este bazată pe: activități în domeniul construcțiilor și a materialelor de construcții, industria de prelucrare primară a lemnului, producția de piese auto, morărit și panificație, comerț, servicii și turism. Activitatea principală este însă una predominant agricolă, bazată pe cultura plantelor și creșterea animalelor.

## Monumente

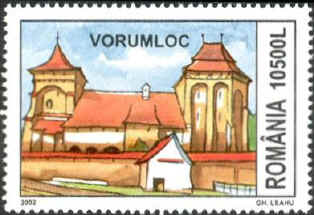
Biserica fortificată săsească

- Biserica Evanghelică, construcție din sec. XIV-XVI
- Biserica Ortodoxă cu hramul "Sf. Arhangheli Mihail și Gavril"
- Casa Memorială Marțian Negrea
- Bustul lui Marțian Negrea, dezvelit în anul 2003[10]
- Monumentul Eroilor Sași din Primul Război Mondial

Monumentul Eroilor Români din Al Doilea Război Mondial este amplasat pe str. Principală nr. 200 și a fost dezvelit în anul 1950, în memoria eroilor români căzuți în Al Doilea Război Mondial. Monumentul are formă de piramidă, cu o bază de 2 / 1,5 m, fiind realizat din beton mozaicat, iar împrejmuirea este făcută cu un gard din oțel beton. Pe frontispiciu este un înscris memorial.

## Personalități
- Marțian Negrea (1893 - 1973), compozitor.

## Imagini

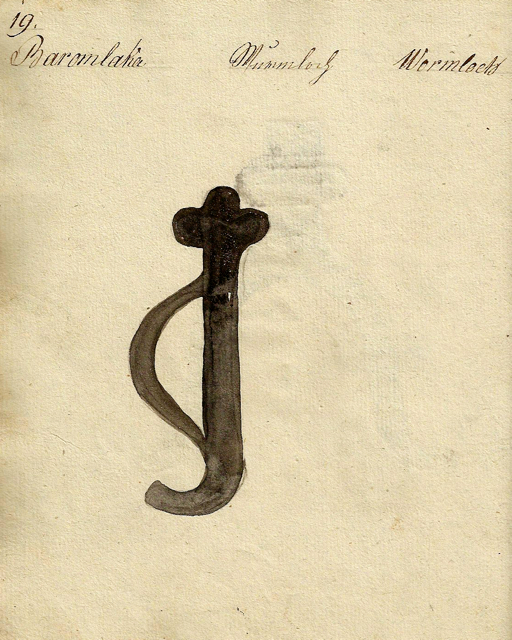
1826 - Danga pentru vitele din Vorumloc
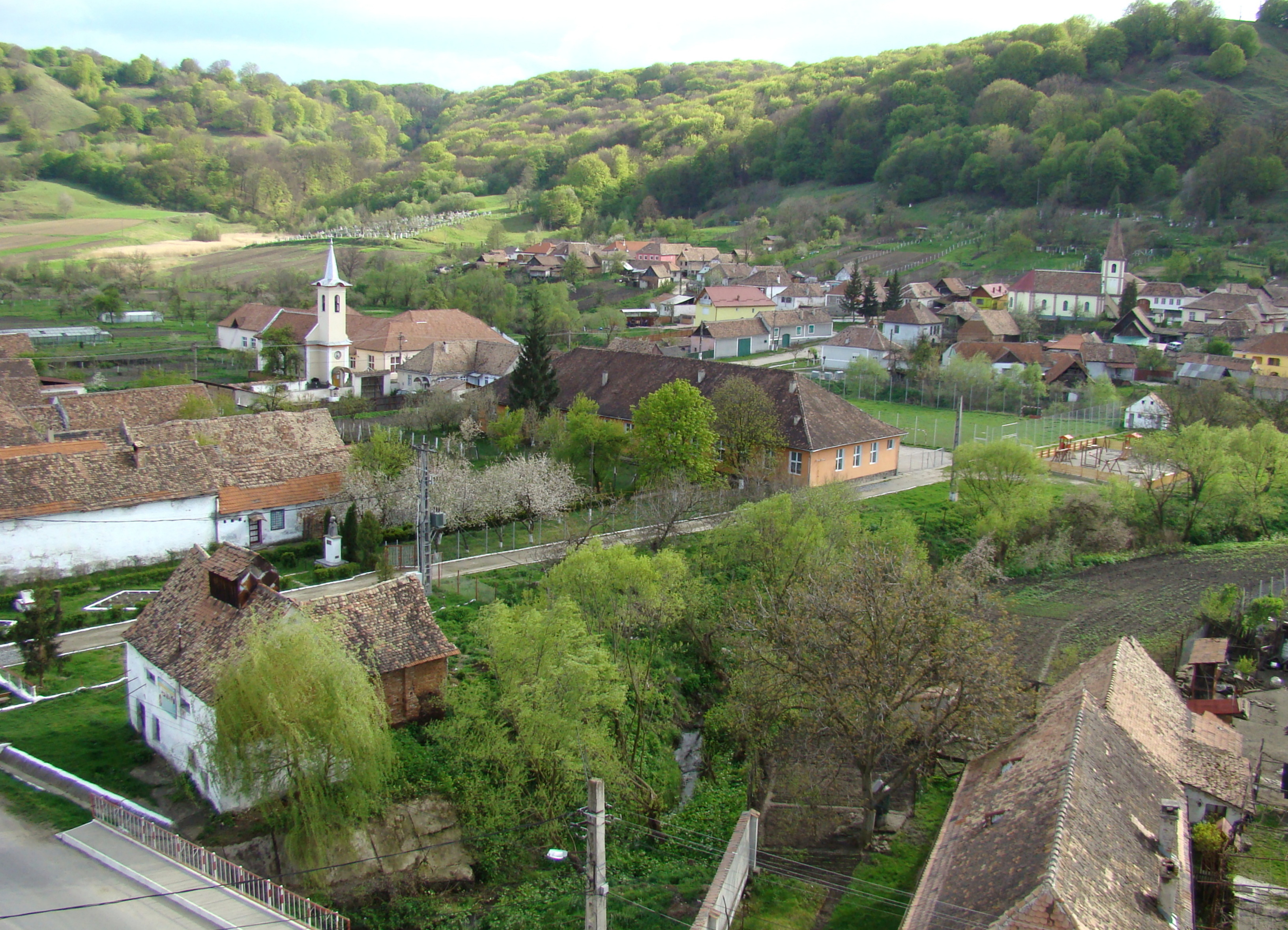
Vedere din turnul bisericii fortificate
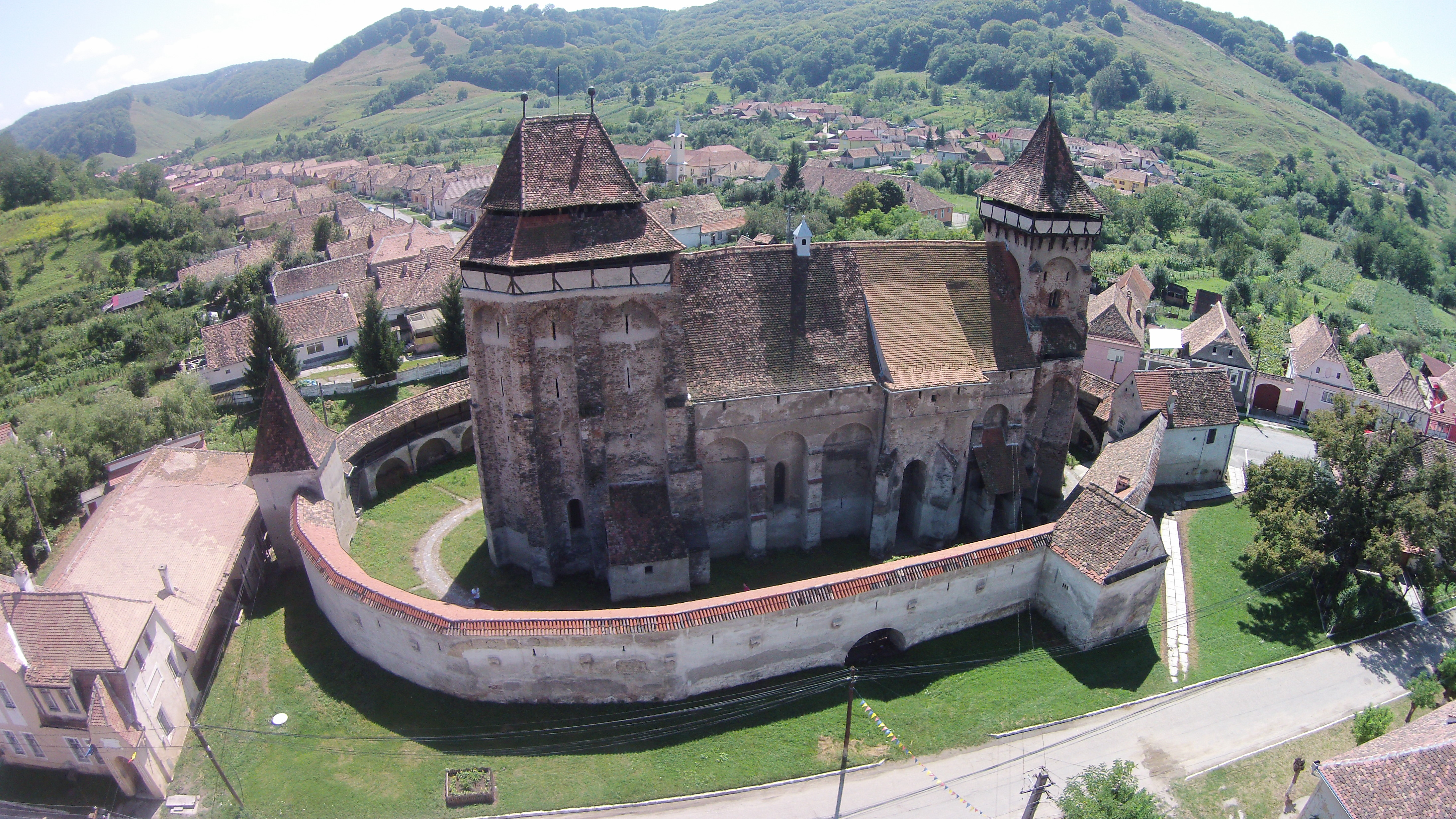
Biserica fortificată din Valea Viilor
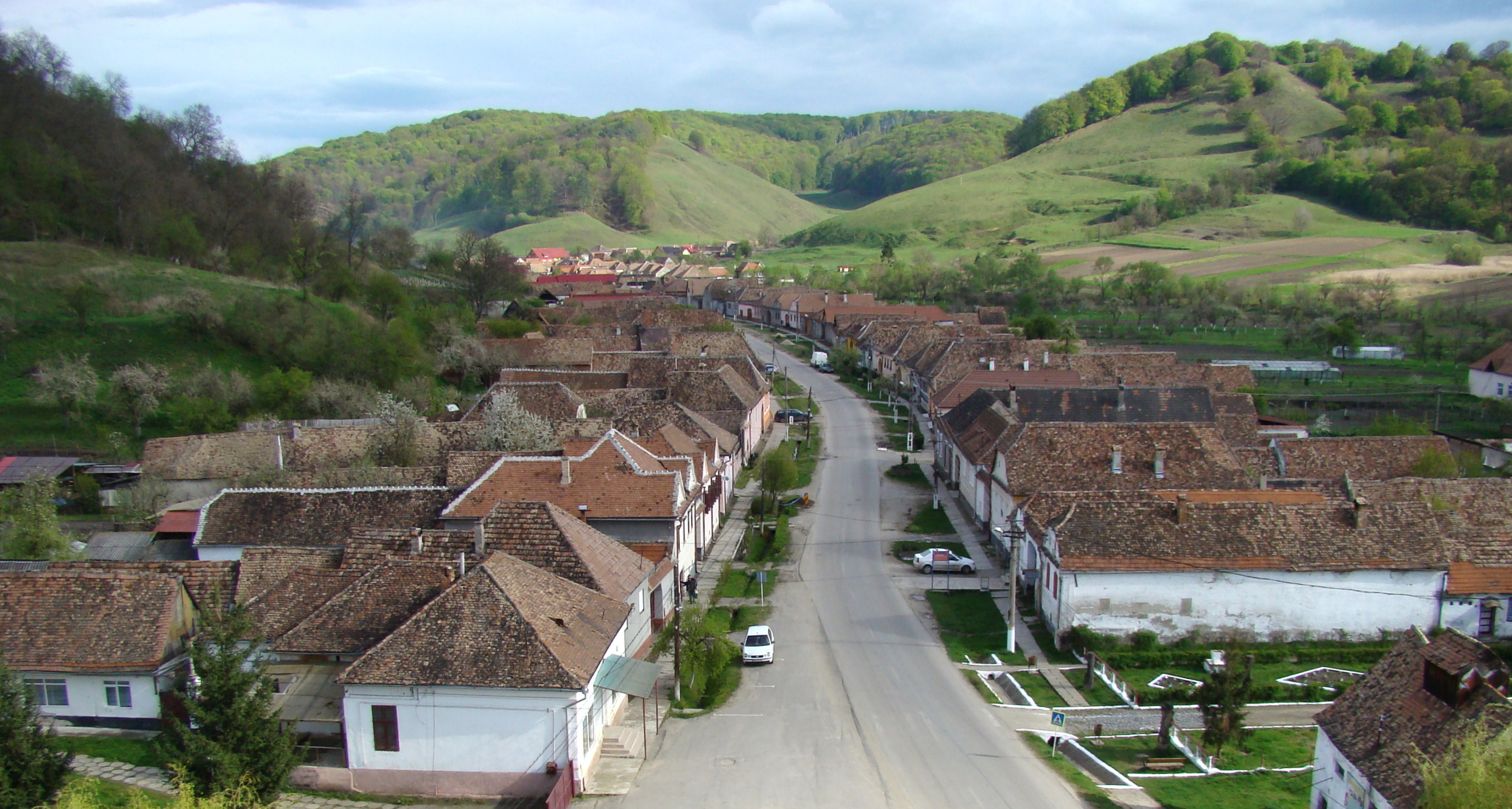
Vedere din turnul bisericii fortificate
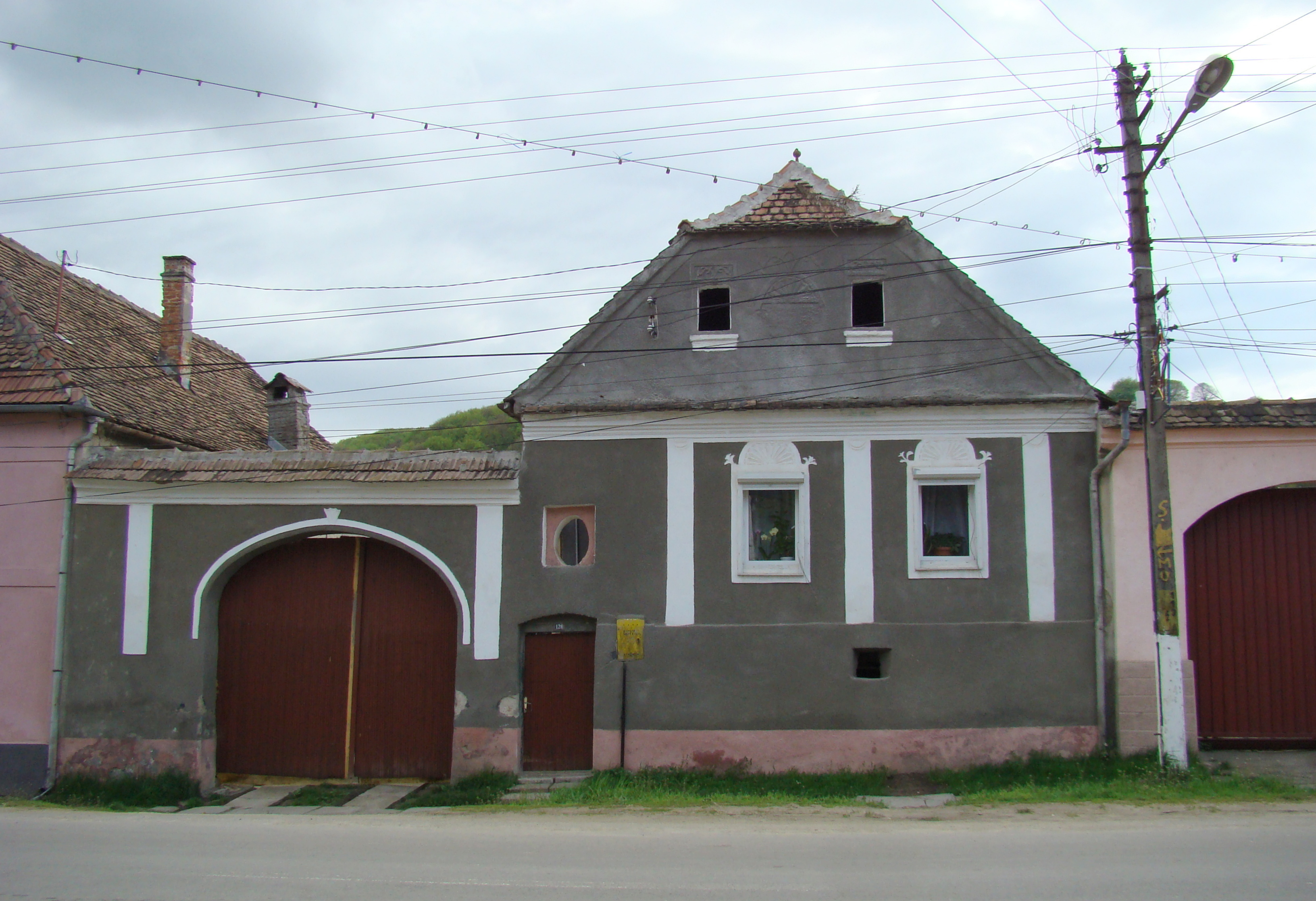
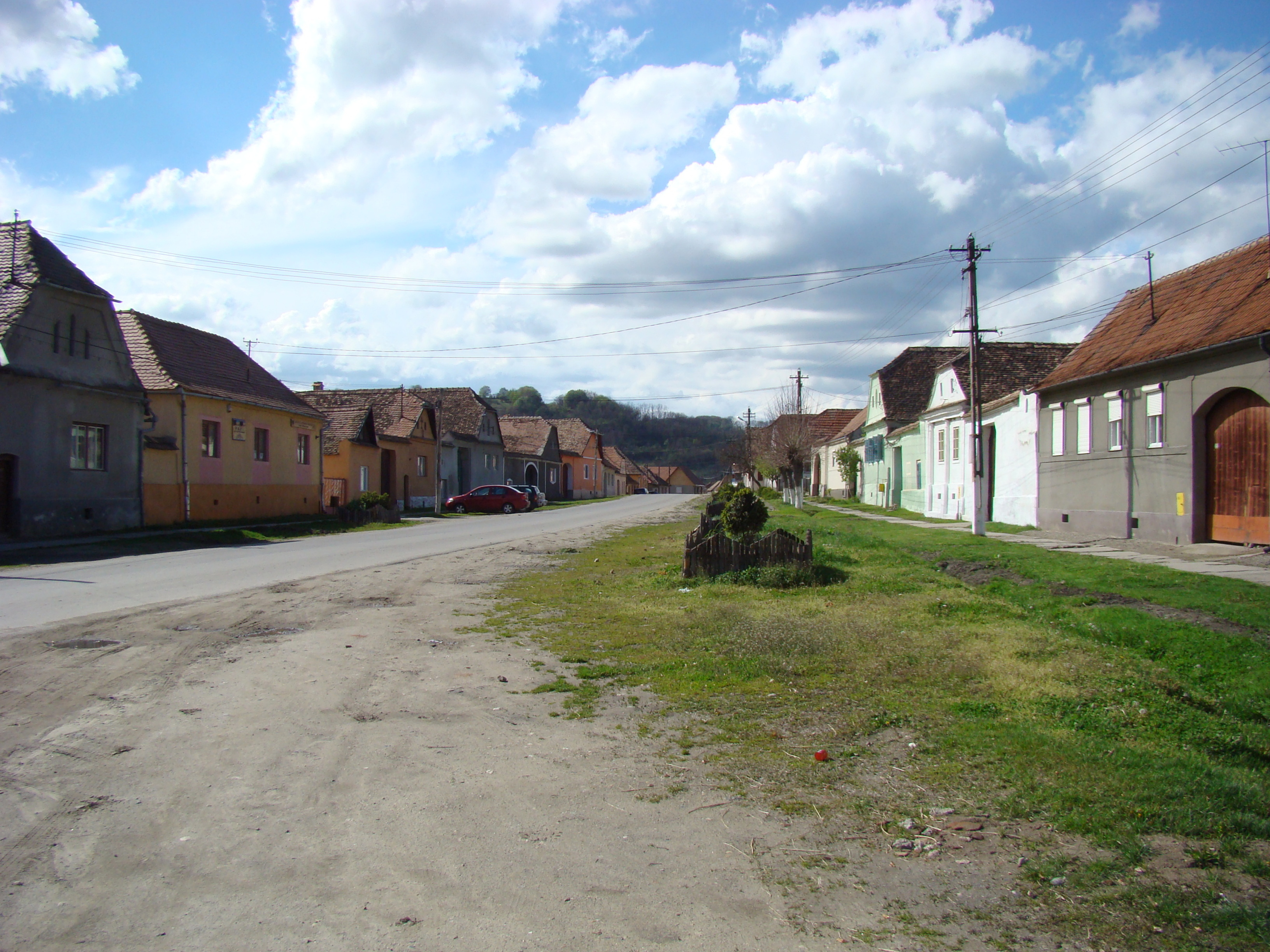
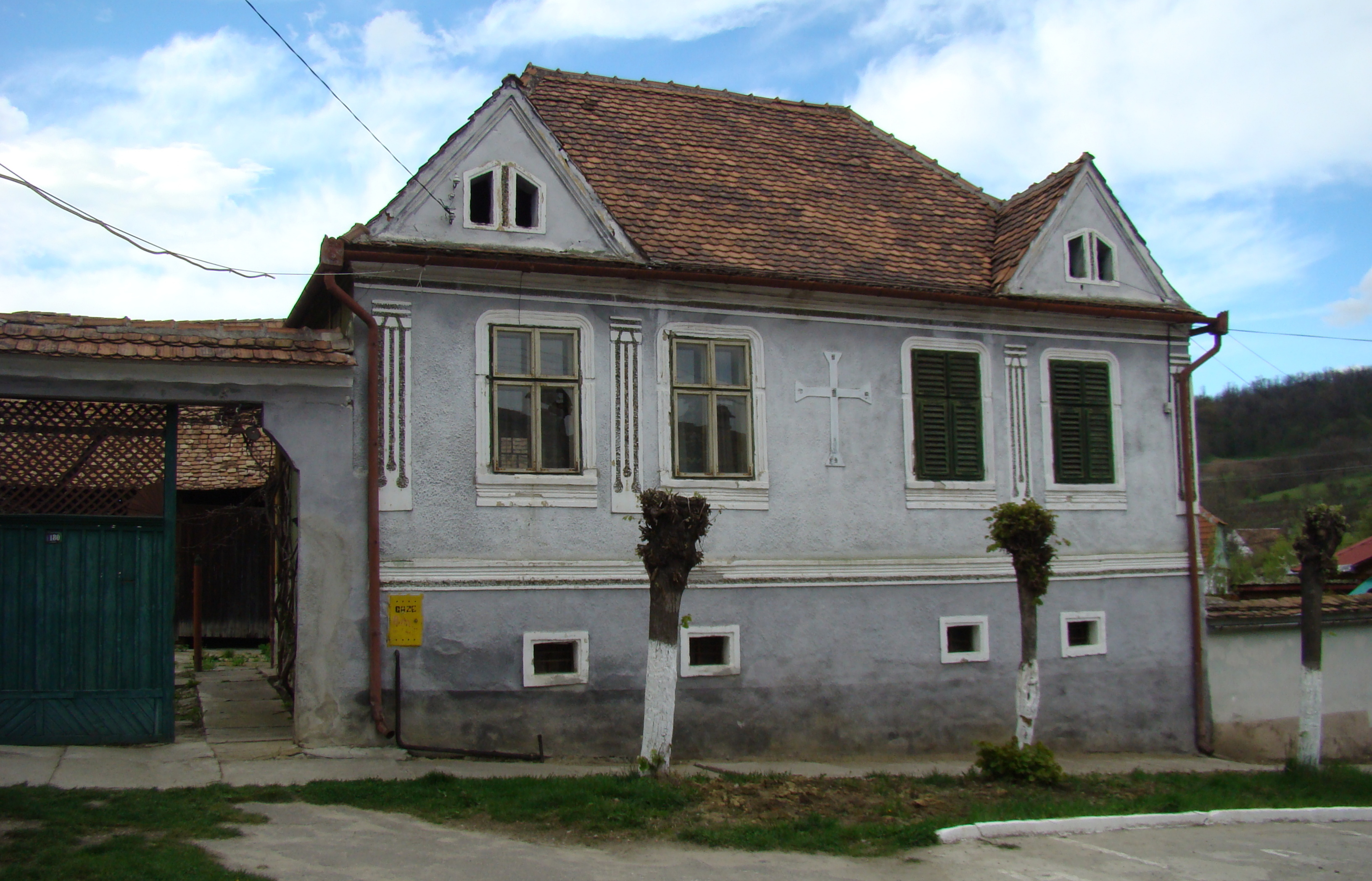
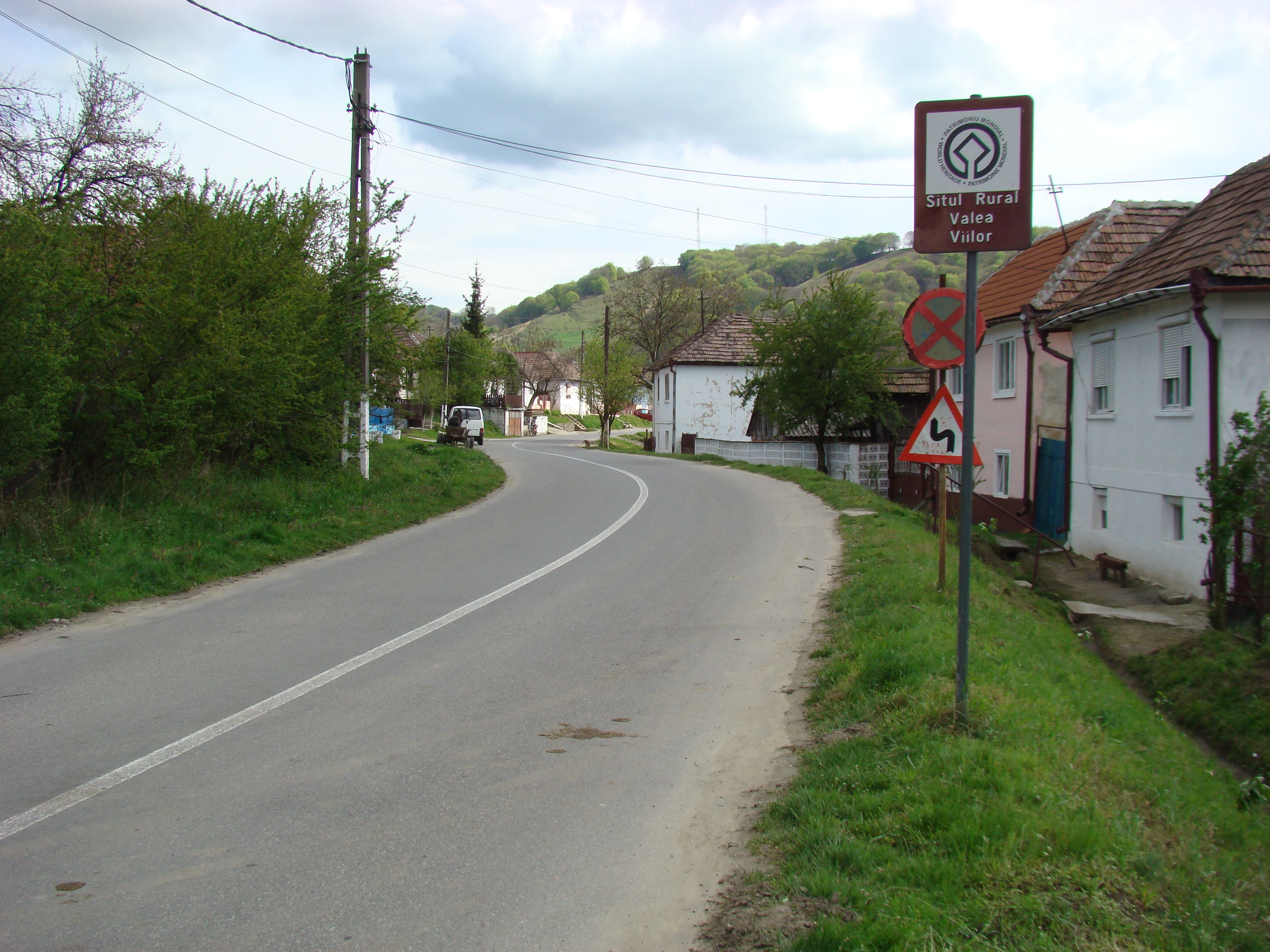
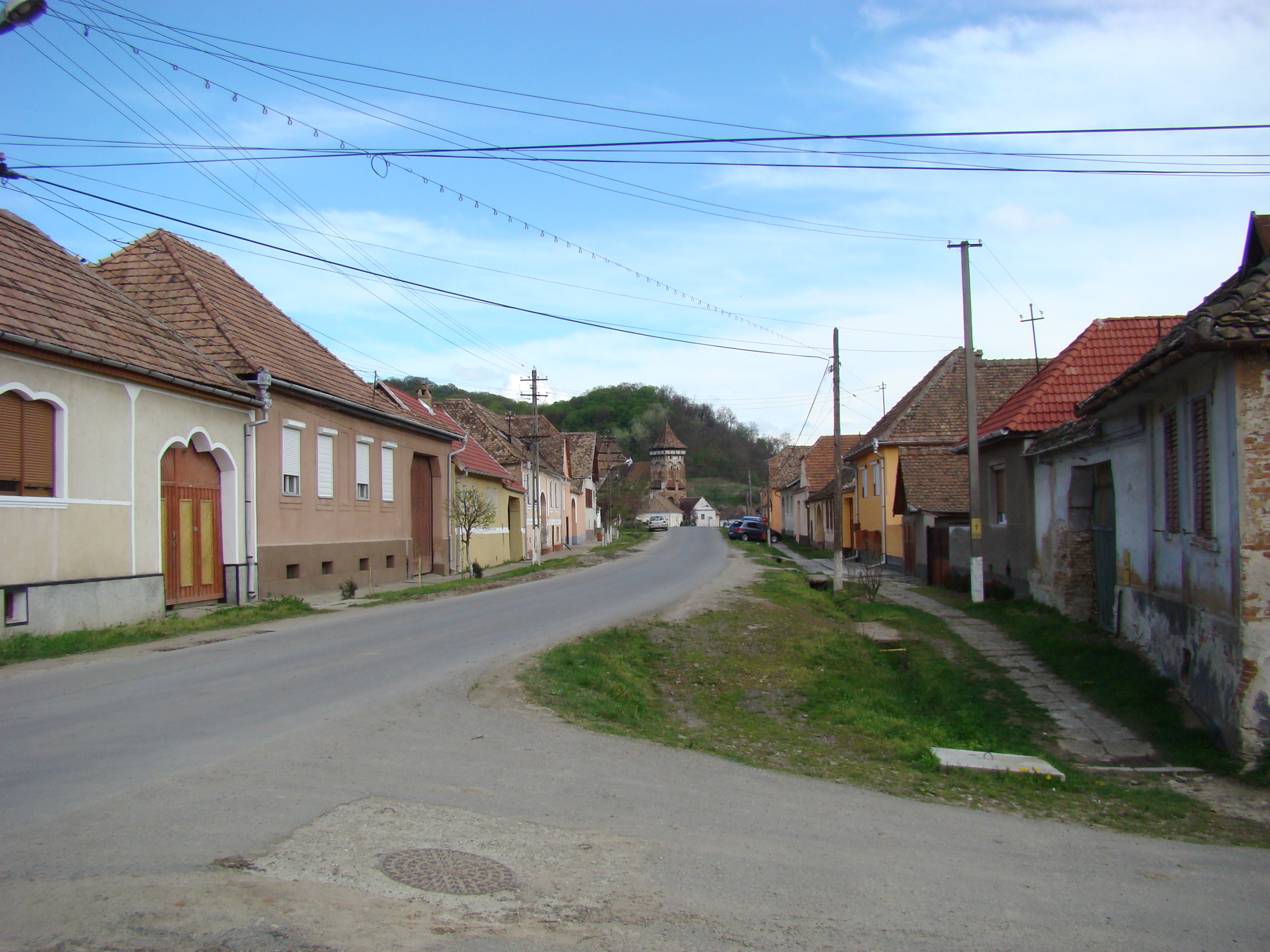
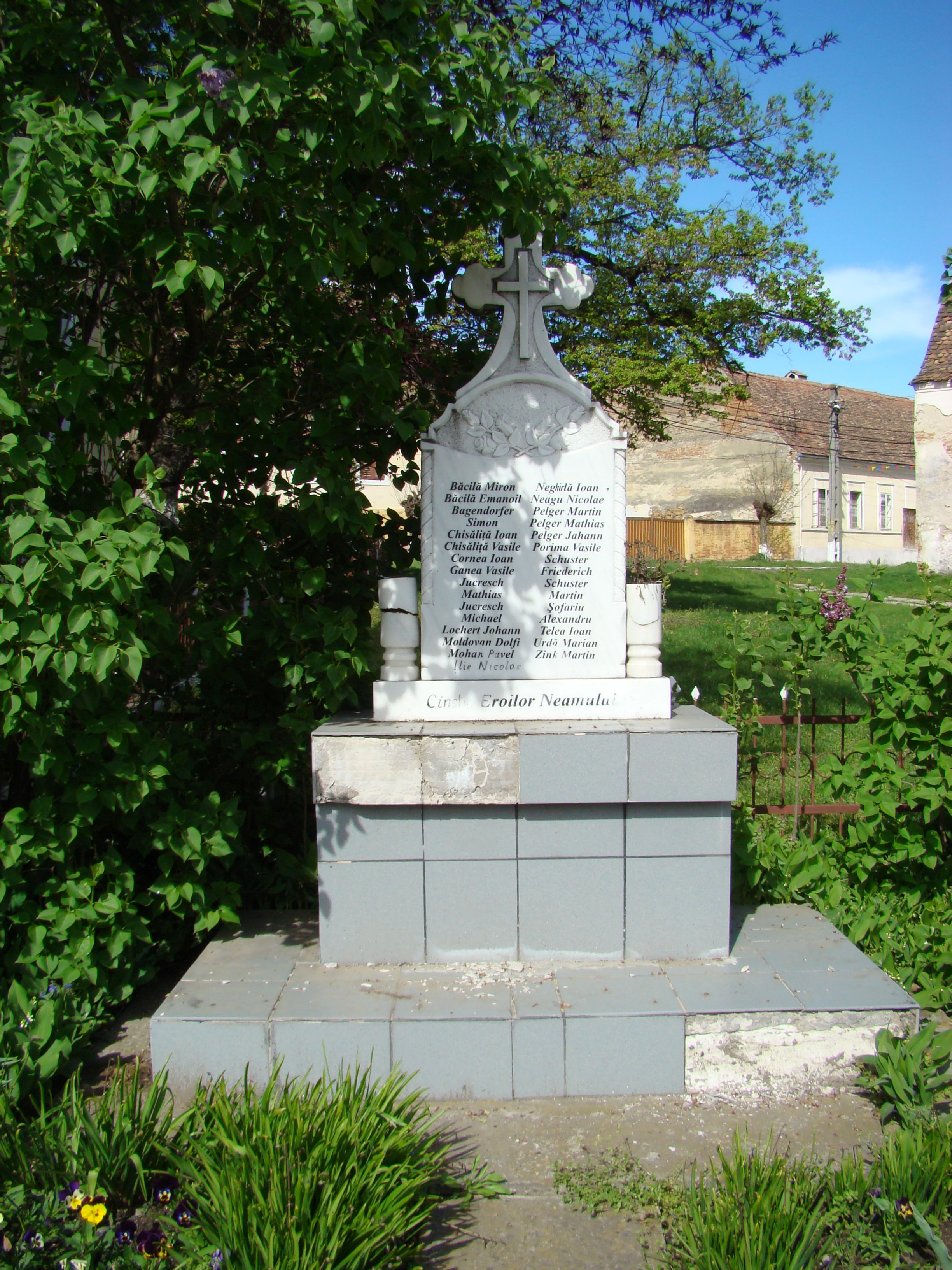
Monumentul Eroilor
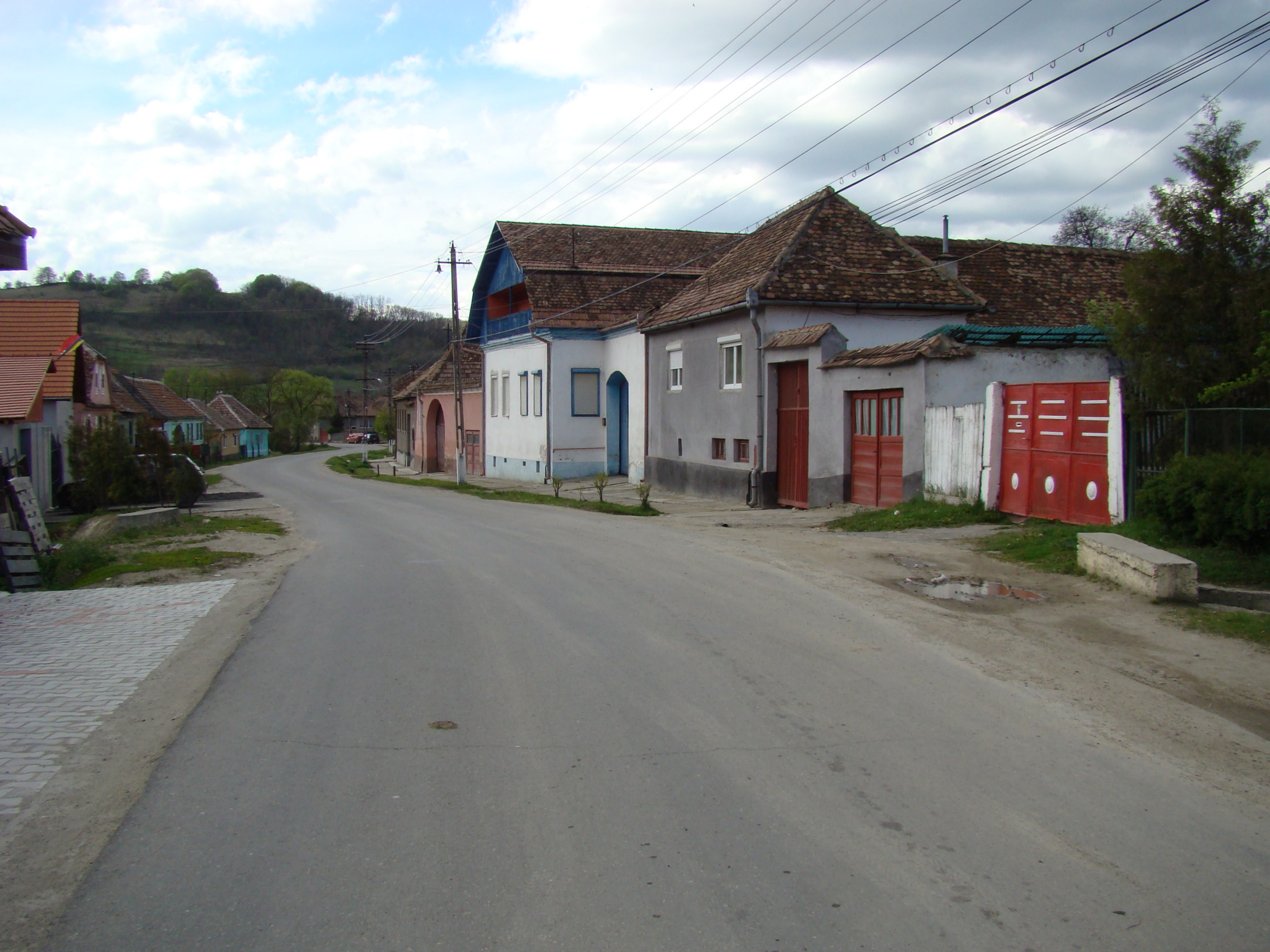
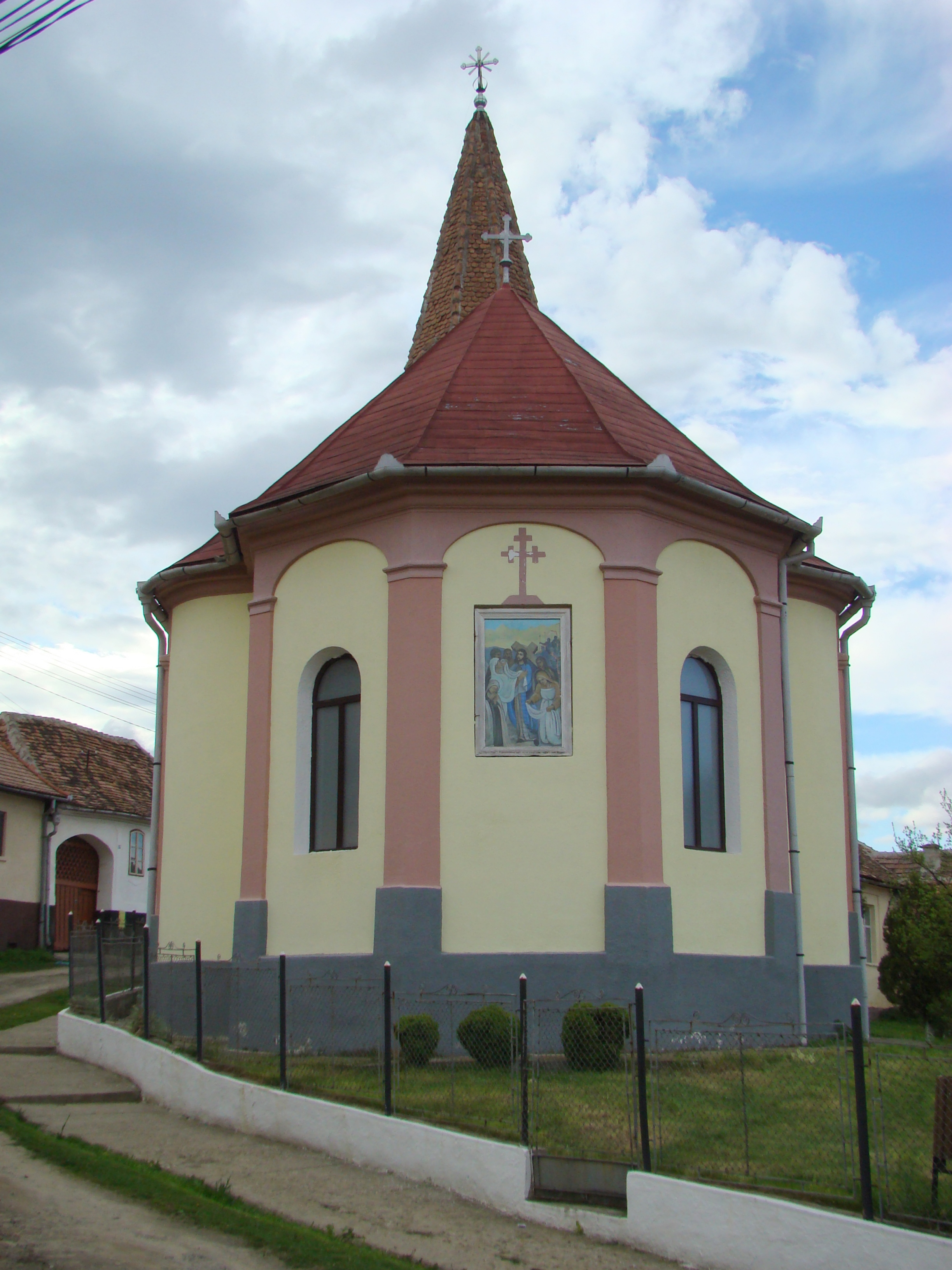
Biserica ortodoxă cu hramul „Sfinții Arhangheli”
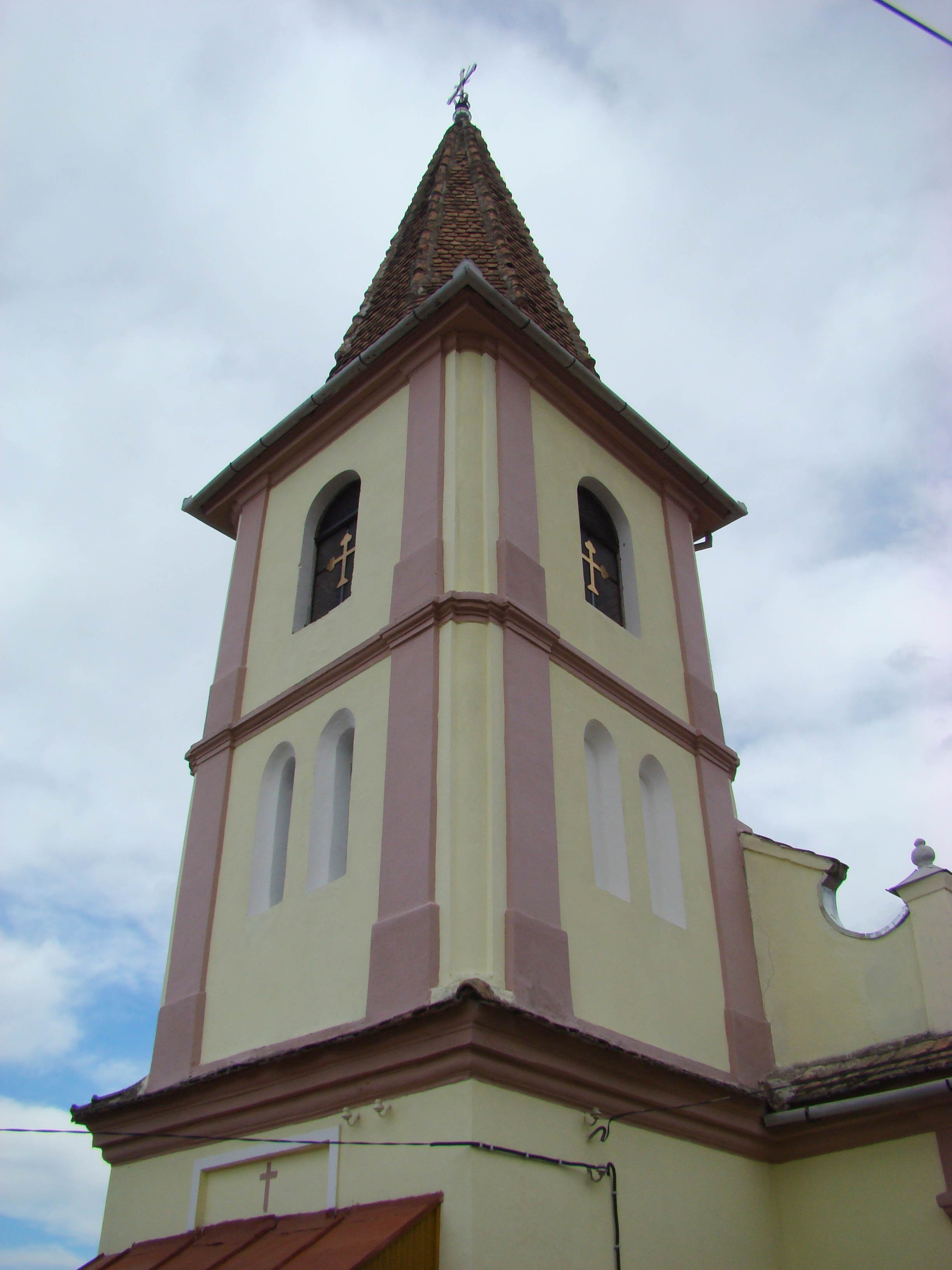
Turnul bisericii
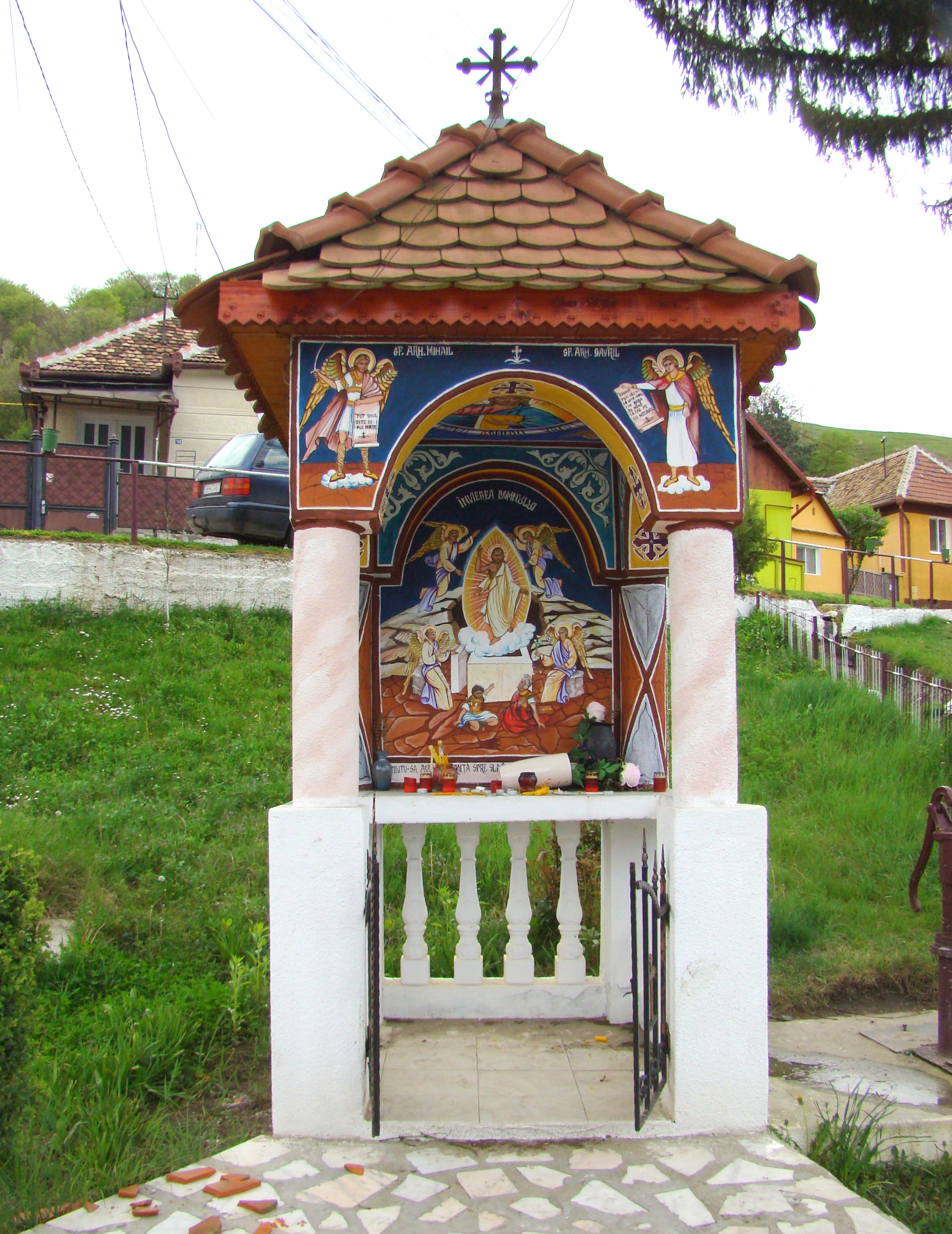
Troița
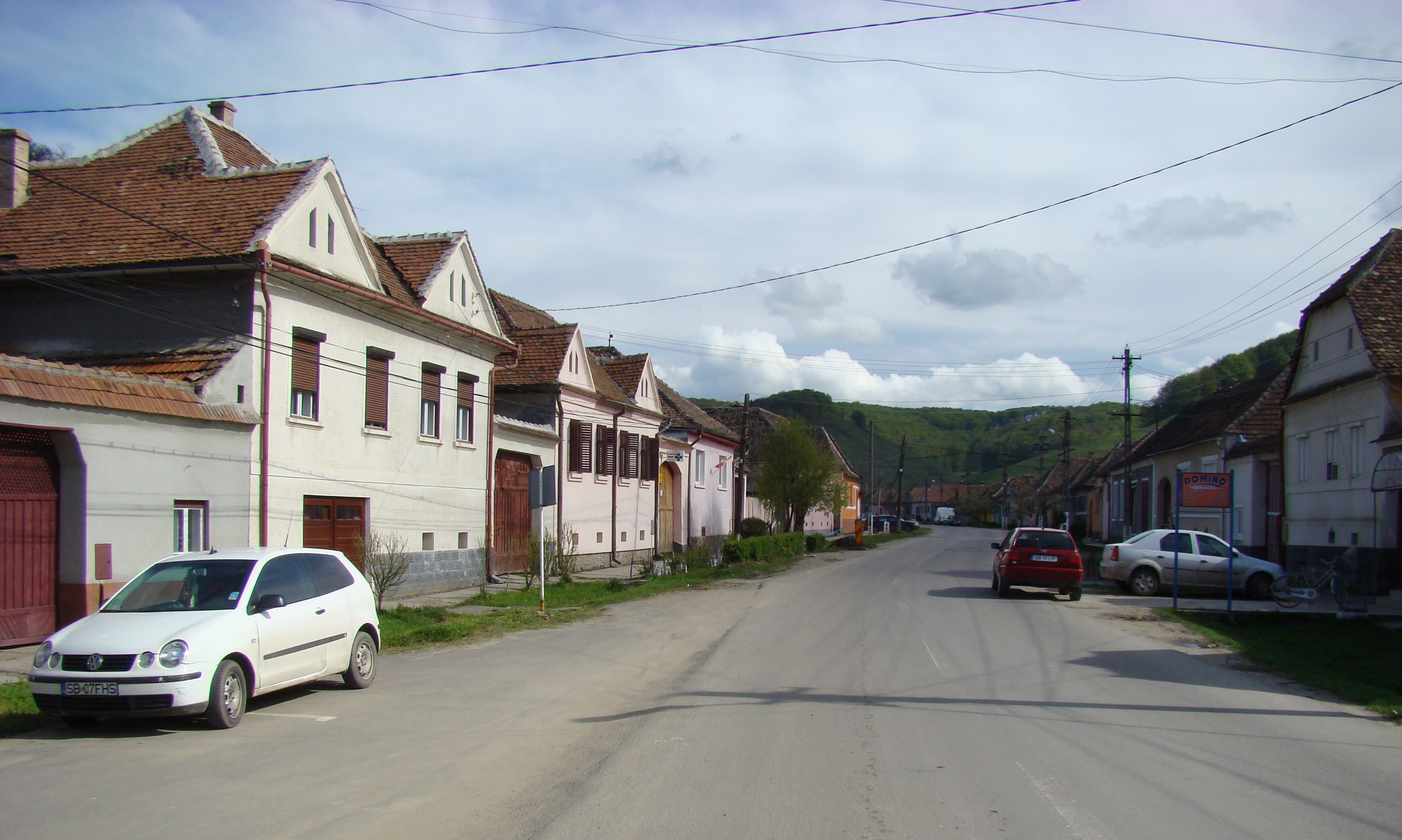
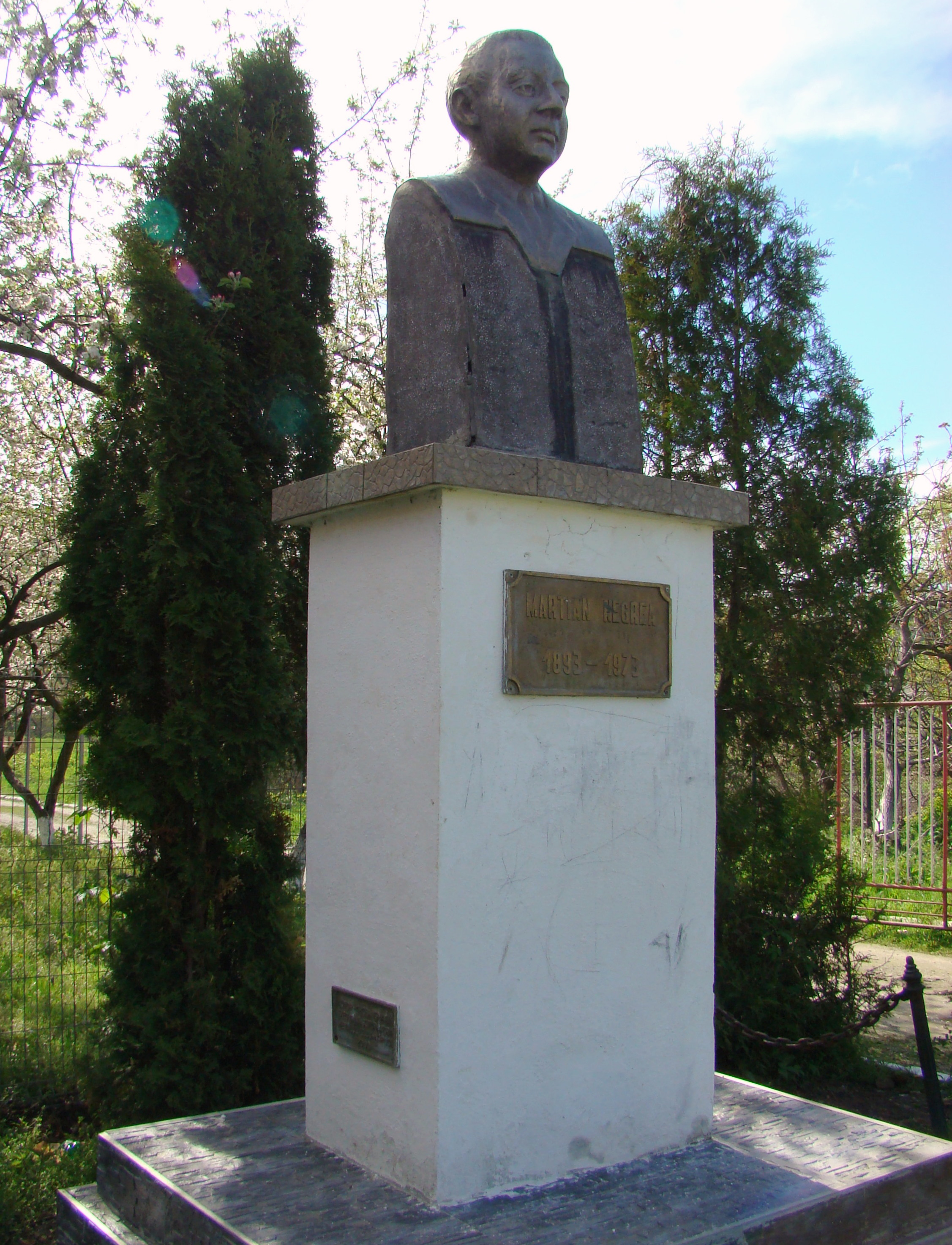
Bustul compozitorului Marțian Negrea
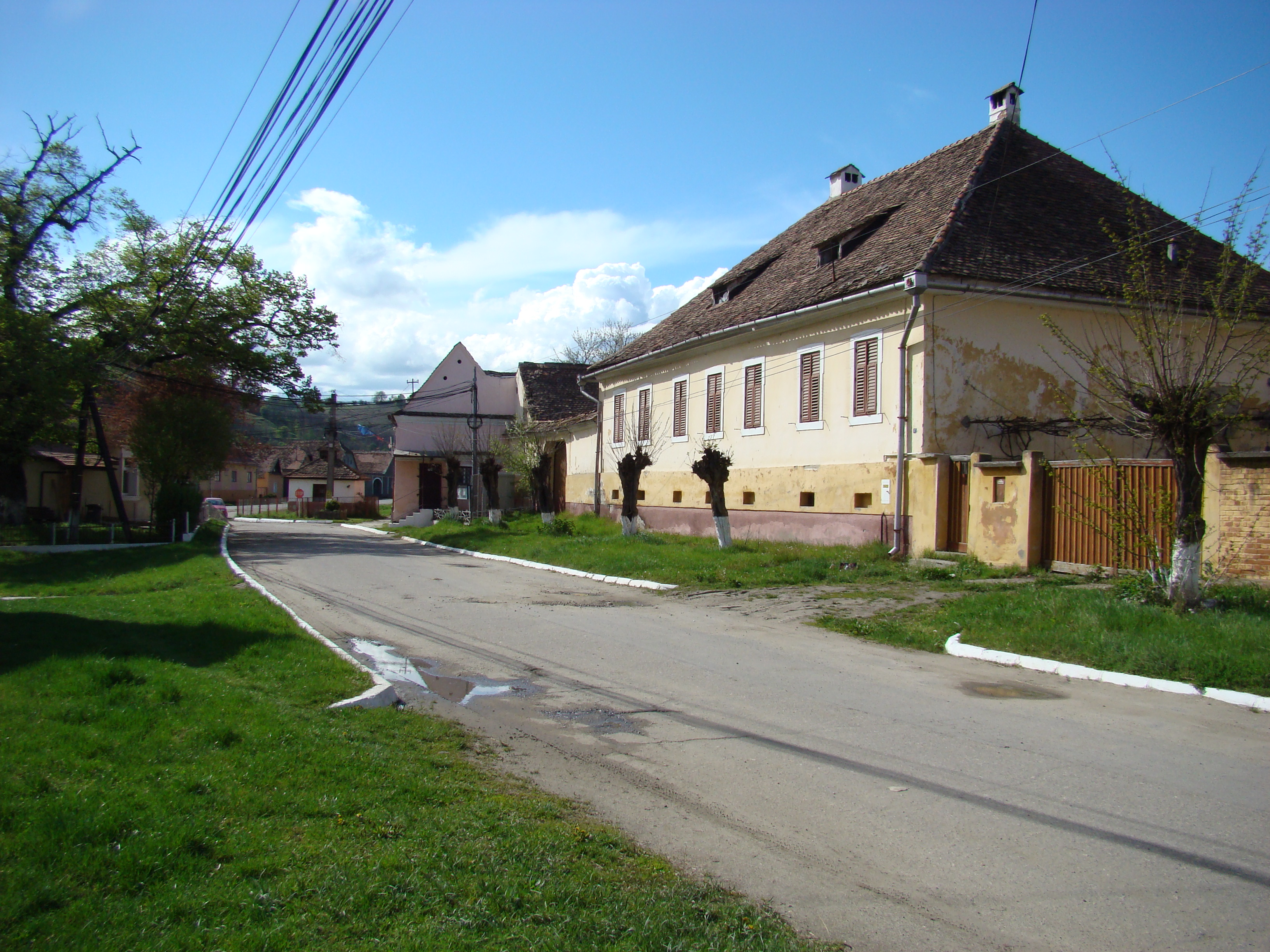
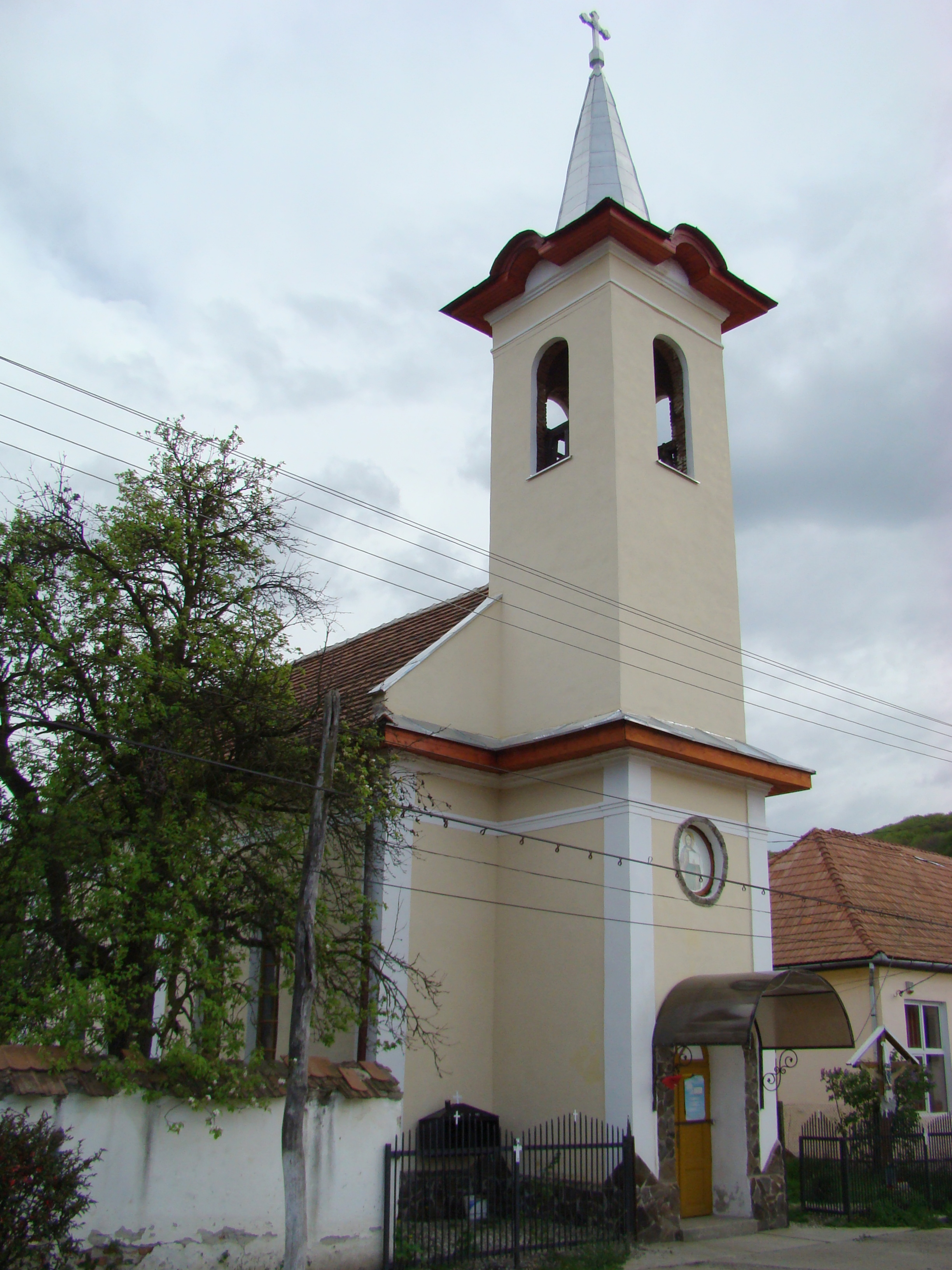
Biserica greco-catolică
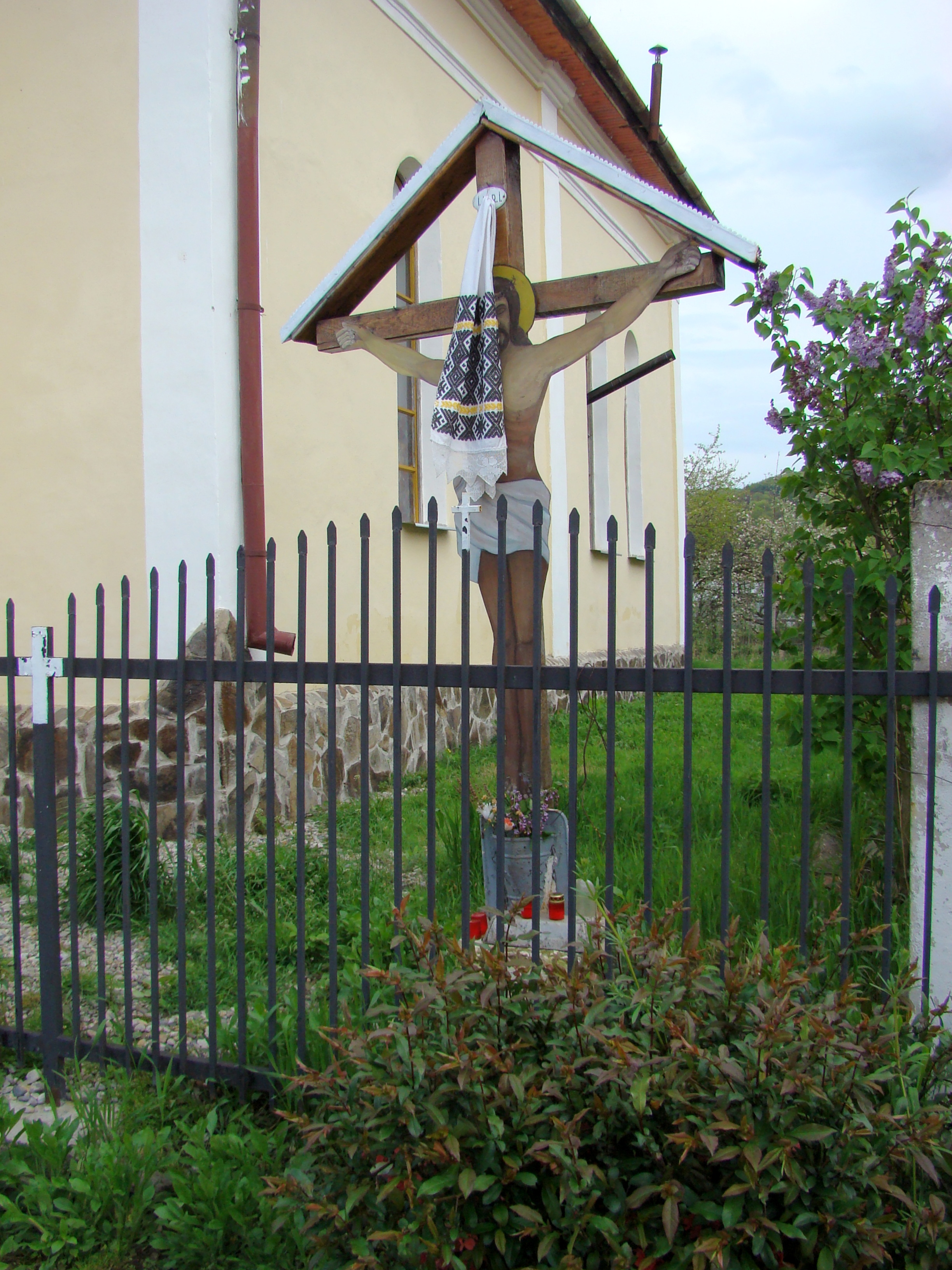
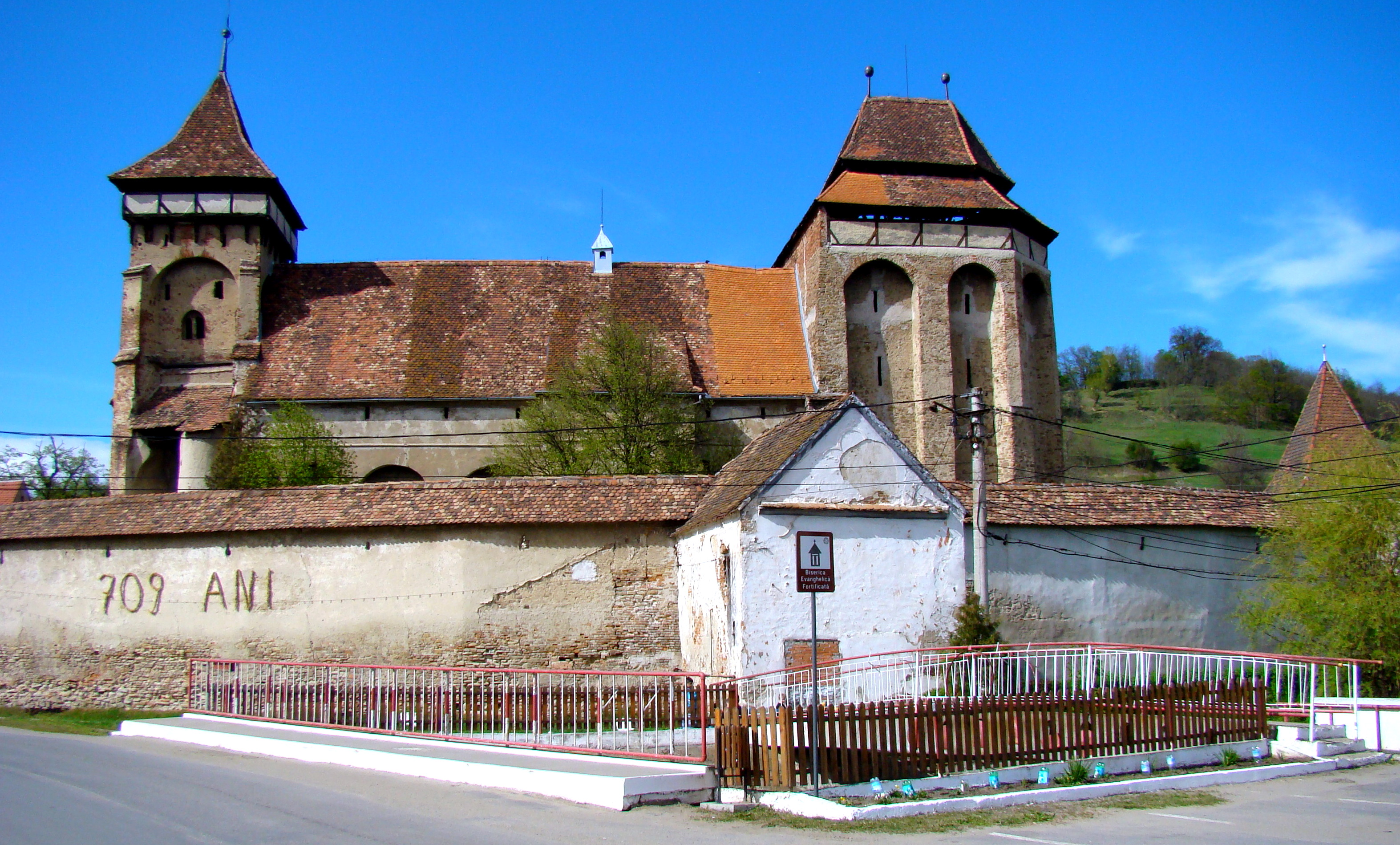
Biserica evanghelică fortificată
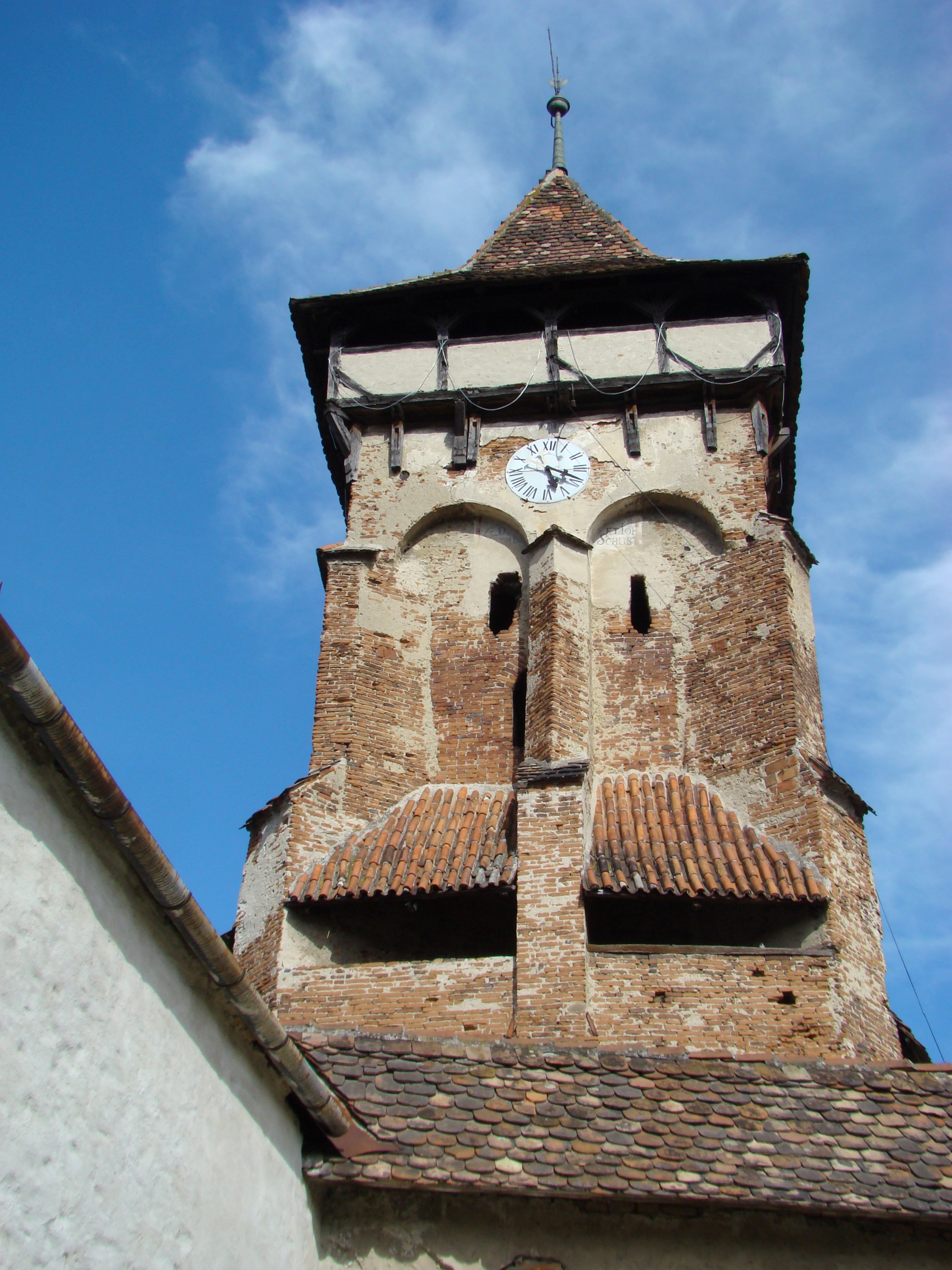
Turnul cu ceas
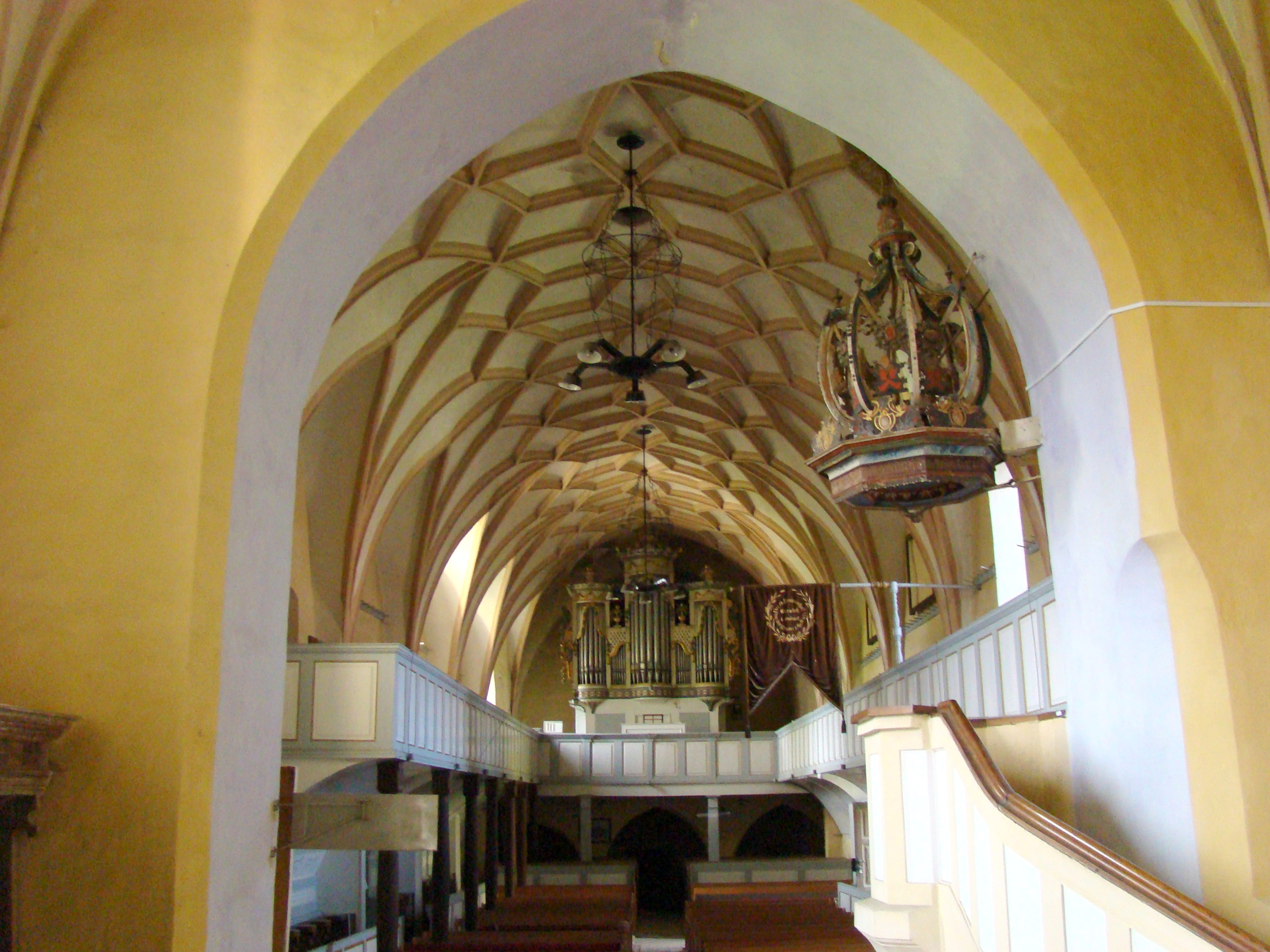
Interiorul bisericii
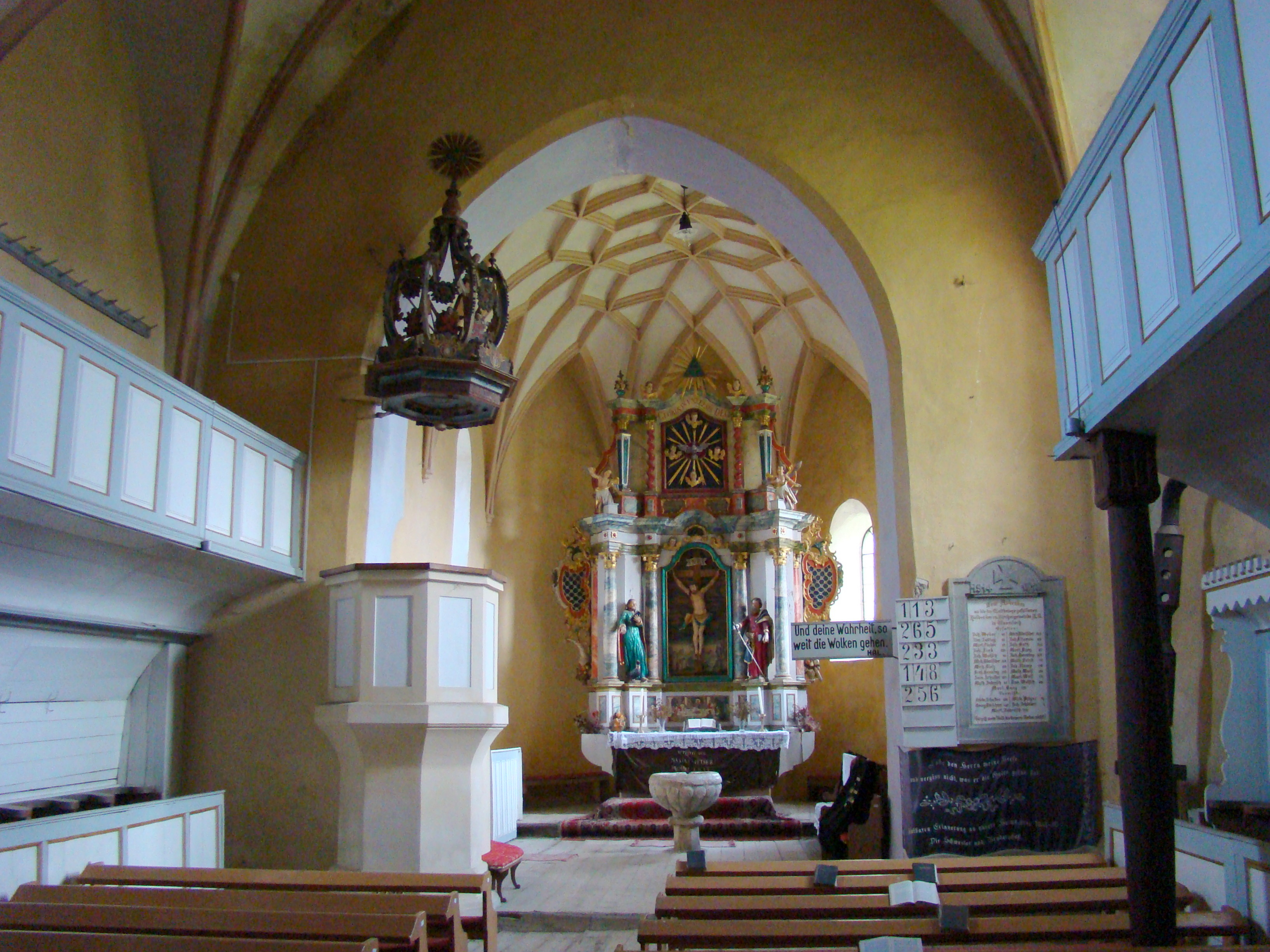
Nava spre altar
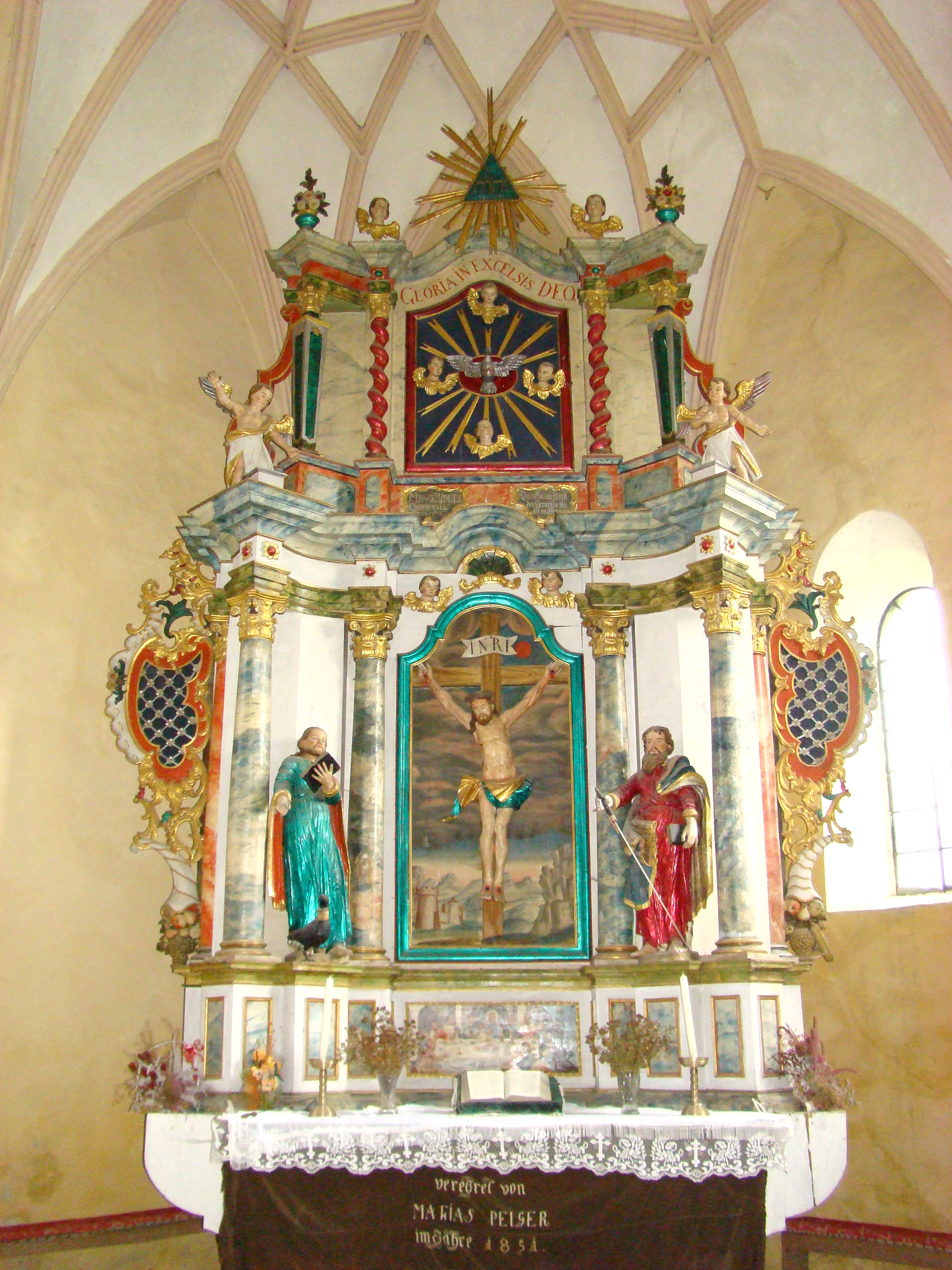
Altarul, datat 1779, opera sculptorului Stephan Folberth din Sighișoara